# Apostolos (Daniilidis)
Apostolos (světským jménem: Apostolos Daniilidis; * 28. prosince 1952, Galata) je řecký pravoslavný duchovní Konstantinopolského patriarchátu, arcibiskup a metropolita Derkoi.

## Život
Narodil se 28. prosince 1952 v Istanbulu ve čtvrti Galata.
Základní vzdělání získal v městské škole ve své čtvrti a následně odešel na gymnázium Zografia. Po gymnáziu studoval na Teologické škole Chalki nacházející se na řeckém ostrově. Jako stipendista Konstantinopolského patriarchátu byl přijat na Aristotelovu univerzitu v Soluni.
Dne 30. prosince 1973 byl během studií rukopoložen na diákona.
Po získání diplomů na vysoké škole pokračoval roku 1975 v postgraduálním studiu.
V lednu 1976 začal působit jako diákon a sekretář První patriarchální kanceláře.
V letech 1982 a 1986 odcestoval do zahraničí za studiem italštiny a angličtiny.
V letech 1984 a 1987 byl na návrh Konstantinopolského patriarchy Demetria I. jmenován úředníkem a pomocníkem sekretáře Svatého synodu Konstantinopolského patriarchátu. Doprovázel patriarchu Demetria na mnoha oficiálních cestách do zahraničí a byl také členem oficiálních delegací Konstantinopolské pravoslavné církve.
Dne 1. listopadu 1995 byl Svatým synodem zvolen metropolitou Agathonice.
Dne 21. listopadu 1995 byl rukopoložen na jereje a ve stejný den byl patriarchou Bartolomějem I. jmenován rektorem monastýru Svaté Trojice na ostrově Chalki.
Dne 26. listopadu proběhla v chrámu svatého Jiří v Istanbulu jeho biskupská chirotonie.
Dne 4. září 2000 byl ustanoven metropolitou Moschonisi.
Dne 29. srpna 2011 byl zvolen metropolitou Derkoi a uvolněn z funkce rektora monastýru. Tím se stal jedním z čestných hierarchů Konstantinopolského patriarchátu.
Je autorem mnoha článků, studií a dalších prací.